# Sphecodes cordillerensis
Sphecodes cordillerensis är en biart som beskrevs av Jörgensen 1912. Sphecodes cordillerensis ingår i släktet blodbin, och familjen vägbin. Inga underarter finns listade i Catalogue of Life.